# ペイ・ウェイ・アジアン・ダイナー
ペイ・ウェイ・アジアン・ダイナーLLC（英: Pei Wei Asian Diner, LLC）は、アジア料理を提供するアメリカのレストランチェーン。商号はペイ・ウェイ・アジアン・キッチン（英: Pei Wei Asian Kitchen）。オープンコンセプトのキッチンを設置しており、料理は中華鍋を用いた調理法などで作られる。ベジタリアンやグルテンフリーなどのオプションも提供している。

## 沿革

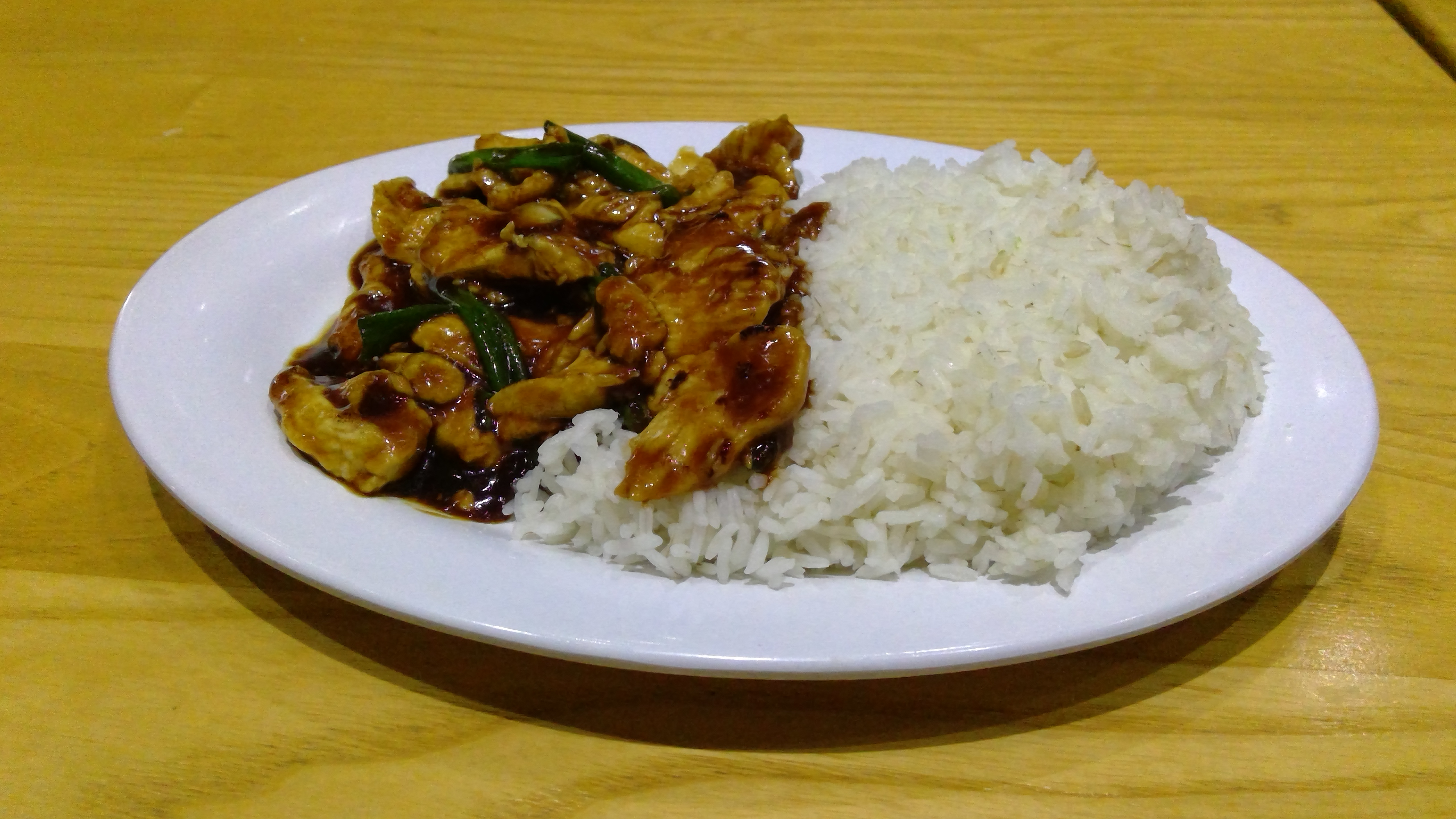
モンゴリアンチキンを用いたメニュー

ペイ・ウェイ・アジアン・ダイナーは、作り立てのアジア料理を提供するファストカジュアルレストランとして2000年にP.F.チャングス・チャイナ・ビストロによって設立された。最初の店舗は2000年にアリゾナ州スコッツデールにオープンした。2001年12月にはアリゾナ州以外では初の店舗がテキサス州ダラスでオープンした。2002年6月には6店舗目をカリフォルニア州アーバインにオープンした。2006年10月には100店舗目をアーカンソー州リトルロックにオープンした。
P.F.チャングス・チャイナ・ビストロ社は2012年7月にセンターブリッジ・パートナーズに買収されたため、P.F.チャングス・チャイナ・ビストロはワク・ペアレントLLCの間接的な完全子会社となった。
2015年7月、来店する度に貯めたポイントを使用することで無料の食事などの特典と引き換えることができる顧客ロイヤリティプログラムを導入した。ペイ・ウェイは最初期にApple Payを導入したレストランであり、2015年8月には全ての店舗で利用できるようになった。ウェブサイトまたはペイ・ウェイのモバイルアプリを通してテイクアウトの注文を行うことができる。このアプリはApp StoreとGoogle Playで2016年9月に配信を開始した。
2015年8月には大学のキャンパス内では初となる店舗がアリゾナ州立大学のキャンパス内でオープンした。2015年10月には200店舗目をテキサス州リチャードソンにオープンした。

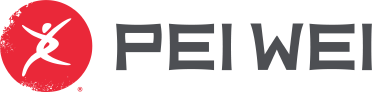
旧ロゴ（2000年 – 2018年）

2016年、ペイ・ウェイはオハイオ州の3店舗全てやルイジアナ州の3店舗全てを閉店するなど、複数の州で事業から撤退した。同年にはフロリダ州やテキサス州などに新店舗をオープンした。
同時期にはメニューへのキヌアの導入や、サラダのジャンルの追加を行った。2016年、新メニューの開発やテスト、一般客からのフィードバックのリアルタイム収集などを目的として、スコッツデールにテストキッチンをオープンした。
2017年末、ペイ・ウェイは親会社であるP.F.チャングス・チャイナ・ビストロから独立することを発表した。この独立に伴い、同社は社名を一部変更し、本社をスコッツデールからテキサス州アービングに移転した。また、新しいクリエイティブ・エージェンシーを雇い、長年用いたロゴを虎のロゴへと変更したり、2018年2月に商号をペイ・ウェイ・アジアン・キッチンへ正式に変更したりするなど、大規模なブランドの再構築を実施した。
2019年6月5日、ペイ・ウェイはPWD Acquisition LLCに買収された。

## 国際展開
2011年、ペイ・ウェイはメキシコにフランチャイズ店舗をオープンすることについてアルシーと合意したと発表した。最初の店舗は2012年にオープンしたが、業績が予想を下回ったことにより、メキシコシティの3店舗は2014年末までに全て閉店した。
2012年8月、ペイ・ウェイはアルシャヤ・グループによって運営される店舗をクウェートに初めてオープンした。2013年4月に同じフランチャイジーはアラブ首長国連邦で初めての店舗をドバイにオープンした。2014年末までにペイ・ウェイはクウェートに2店舗、アラブ首長国連邦に3店舗をオープンした。
2016年9月、ELXフード&ベバレッジとの提携により、韓国に東アジア初となる店舗をオープンした。2017年末までにオープンを計画している11の店舗に、韓国最大のショッピングモールであるソウル特別市のスターフィールド河南における店舗が含まれている。